# サード・ステージ
『サード・ステージ』 (Third Stage) は、1986年に発表されたボストンのアルバム。1978年の『ドント・ルック・バック』以来8年ぶりの第3作目。
全米チャートで4週連続1位、最初にシングルカットされた「アマンダ」は2週連続1位の大ヒットを記録した。

## 解説
ボストンは前作の発表とツアーの後、新作の制作が遅々として進まないことに業を煮やしたエピック・レコードとの法廷闘争に突入し、活動を一旦停止した。リーダーのトム・ショルツはスローペースながら楽曲制作を続け、法廷闘争が決着しMCAレコードへ移籍した1986年、ようやく本作を発表した。
レコーディングメンバーは、ショルツ（全楽器）、ブラッド・デルプ（全ボーカル）以外は前作及び前々作『幻想飛行』と変わり、ジム・マスデア（ドラム）、ギャリー・ピール（ギター）が参加した。ギターの録音ではショルツ自身が開発したエフェクター「ロックマン」が活躍している。前作と前々作同様、「ノー・シンセサイザー、ノー・コンピューター」のクレジットがある。
前述の経緯ゆえ各曲の作曲時期はまちまちであり、例えば「アマンダ」は1980年の作である。前作同様のポップでメロディアスかつ広がりのあるハードロック路線であるが、「アマンダ」をはじめとしてミドルテンポの落ち着いた曲が目立つ。ショルツが学生時代を過ごした1960年代後半の「愛と自由と平和を信じた青春時代」を懐古する「ホリーアン」は非常に感傷的である。

## 収録曲
1. Amanda
2. We're Ready
3. The Launch
4. Cool the Engines
5. My Destination
6. A New World
7. To be a Man
8. I Think I Like It
9. Can'tcha Say (You Believe in Me) / Still In Love
10. Hollyann